# Chichimèques
 (octobre 2011).

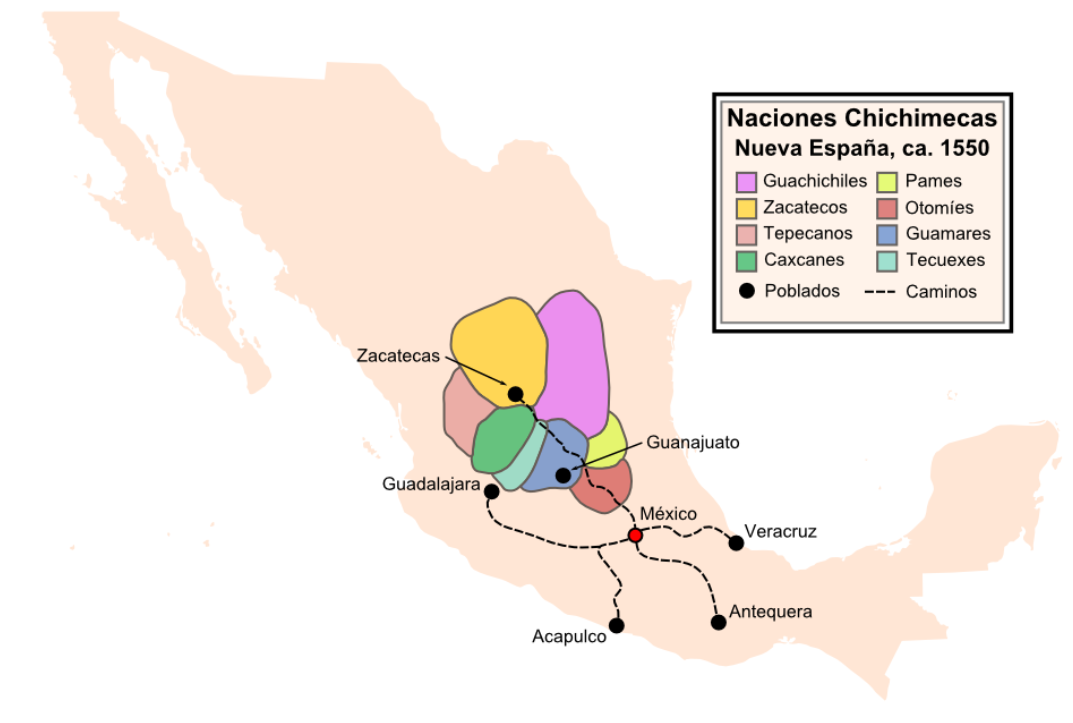
Nations chichimèques vers 1550

Chichimèques était le nom que les Nahuas du Mexique utilisaient généralement pour désigner un ensemble de peuples semi-nomades qui habitaient le nord de l'actuel Mexique et le Sud-Ouest des États-Unis, et qui avait la même signification que le terme européen « barbares ». Le nom a été adopté dans une acception péjorative (plus précisément le terme « chichimeca » signifierait « de la lignée du chien », de « tlalchichi » en nahuatl) par les Espagnols, puis par les historiens de la Mésoamérique, en référence notamment aux peuples chasseurs-cueilleurs semi-nomades du nord du Mexique par opposition aux Mexicas « civilisés » à l'époque précolombienne. Dans les temps modernes un seul groupe ethnique est communément désigné comme étant des Chichimèques, à savoir les Chichimeca Jonaz, bien que plus récemment ait été adopté l’usage de les appeler simplement « Jonaz » ou d’après le nom dont ils se servent pour eux-mêmes : « Uza ».

## Ethnies
Les peuples chichimèques étaient constitués de nombreux groupes différents d’appartenances ethniques et linguistiques variées[réf. nécessaire].
Beaucoup de peuples appelés « Chichimèques » demeurent pratiquement inconnus aujourd'hui ; peu de descriptions en font mention et ils semblent avoir été absorbés par la culture métisse ou par d'autres groupes ethniques autochtones. Par exemple, on ne sait pratiquement rien sur les peuples dénommés Guachichiles, Caxcanes, Zacatecos, Tecuexes ou Guamares. D'autres, comme les Opata ou les Eudeve sont bien décrits, mais ont disparu en tant que peuples.
D’autres peuples chichimèques ont gardé une identité distincte jusqu’à nos jours, par exemple les Otomis, les Chichimèques Jonaz, les Coras, les Huichols, Pames, les Yaquis, les Mayos, les O'odham et les Tepehuanes.

## Origine du mot
En nahuatl le nom « Chīchīmēcah » (prononcé au pluriel, ʃiː tʃiː meː kaʔ ; au singulier Chīchīmēcatl) signifie « habitants de Chichiman », le toponyme « Chichiman » signifiant lui-même « domaine du lait ». Le mot peut avoir soit le sens négatif de « barbare », soit le sens positif de « bon sauvage ». Dans cette hypothèse, le mot proviendrait du nahuatl « chi » (« chien ») et « mecatl » (« corde »), signifiant « de la lignée du chien » ou « ceux du lignage du chien ». On le dit parfois lié à « chichi », « chien », mais le « i » dans « chichi » est court tandis que celui de « Chīchīmēcah » est long, une distinction phonémique en nahuatl.
Le mot « Chichimèques » était à l'origine utilisé par les Nahuas pour décrire leur propre Préhistoire de peuple chasseurs-cueilleurs nomades et utilisé en opposition à leur mode de vie urbain plus récent, de « civilisés », qu’ils ont identifié au terme « toltèques ». Le terme était employé afin de démarquer ces peuplades jugées barbares et sauvages par les tribus de la Mésoamérique. Dans le Mexique moderne, le mot « chichimèque » peut avoir des connotations péjoratives comme « primitif », « sauvage », « inculte » et « indien ». Le terme "indigène" est parfois utilisé par des gens des groupes métis et blancs dans un sens péjoratif au Mexique.

## Histoire
Au commencement[Quand ?], des hordes erraient autour du tracé de l'actuelle frontière américano-mexicaine. La période dite de Chiricahua (-3500 à -1500) marque la naissance de l'art, surtout dans les peintures rupestres des oueds, et le développement de l'outillage. Suit la culture des Basketmakers (-1000 à 100) qui se caractérise par l'essor de l'architecture, bien qu'encore primitive. Les vagues démographiques en direction du sud refoulent les Chichimèques encore plus bas.
Teotihuacan fut détruite aux environs des VIIe – VIIIe siècles de notre ère, chute qui marqua l'effondrement de l'intégralité du monde classique dans tout le Mexique. Les historiens ont longtemps envisagé l'action des Vanniers, des Mogollon et des Hohokam, peuplades venues du Nord, qui s'étaient progressivement installées dans la région, ainsi que le prouvent les traces d'habitations remontant au Ve siècle. Jusqu'à la fin de l'époque classique, les hauts plateaux mexicains furent de temps à autre victimes de ces brefs mais destructeurs raids, sans toutefois que ces territoires soient occupés, du fait de querelles internes. Lesquelles se terminèrent au VIIe siècle apr. J.-C. quand les tribus furent unifiées sous le nom collectif d'Anasazis (« anciens » en navajo). Mais il semblerait qu'une autre population, quoique linguistiquement et ethniquement proche de ces derniers, soit à l'origine du pillage de Teotihuacan - le fait est toujours discuté -: les Chichimèques, plus anciens, ancêtres des Toltèques et des Aztèques, qui réussirent non seulement à s'emparer de moult cités mais également à s'établir sur la Meseta Central, là où naîtra Mexico.
Armé d'un arc et de flèches, le Chichimèque nomade s'oppose au sédentaire mésoaméricain, armé d'un atlatl (propulseur). Les Chichimèques faisaient pourtant partie du même groupe linguistique uto-aztèque que les groupes nahuas, établis en Mésoamérique. Les Utes, aujourd'hui enfermés dans les réserves de l'Utah, du Nouveau-Mexique et du Colorado sont les représentants d'une mosaïque culturelle nommée Gran Chichimeca. Comme tant d'autres, ces peuples d'origine semi-nomade ont essentiellement adopté une agriculture basée sur la flore méso-américaine habituelle, la même depuis des millénaires : maïs, calebasse, coton et haricot noir ; en parallèle de l'élevage, plutôt rare, de dindons, d'abeilles et de chiens. Durant les périodes de forte aridité, les Indios se bornaient à cultiver au fond des canyons où ils se retiraient, entre ombres et cavernes. C'est la sécheresse qui les poussait souvent à retourner à une existence de nomadisme et de brigandage.
La frontière nord de la Mésoamérique est parfois comparée au limes de l'Empire romain, qui était destiné à le protéger des barbares ; en effet, à chaque période d'affaiblissement du pouvoir au Mexique central, des vagues de Chichimèques pénétraient en Mésoamérique. Au cours du temps, ils se mêlèrent plus ou moins aux autres peuplades qui vivaient dans ces territoires, et ce sont eux, les envahisseurs, qui engendreront les armées qui fondèrent la mythique cité de Tollan au IXe siècle, envahirent probablement les Zapotèques à Monte Alban, chassèrent les Totonaques d'El Tajin entre le XIIe  et le  XIIIe siècle sur les côtes orientales du Golfe, puis qui ravivèrent la flamme maya-toltèque dans le Yucatan, en particulier à Chichen Itza.
Au XVIe siècle, après avoir conquis l'Empire aztèque, les Espagnols s'efforcèrent de consolider l'emprise de la Nouvelle-Espagne sur les peuples indigènes du Mexique. Les tentatives de Nuño Beltrán de Guzmán pour asservir les populations autochtones du nord du Mexique ont provoqué la rébellion Mixtón (1540-1541) au cours de laquelle les tribus chichimèques ont résisté aux forces espagnoles. Un certain nombre de groupes ethniques de la région se sont alliés contre les Espagnols, et la colonisation militaire du nord du Mexique est maintenant connue sous le nom de guerre chichimèque (es) (1550-1590).
Après une série de négociations avec les Espagnols, la plupart des Chichimèques ont été encouragés à prendre part à des activités agricoles pacifiques. En quelques décennies, ils ont été assimilés par la culture espagnole et indienne métisse.

## Historiographie et ethnographie

### Époque coloniale
Les sources anciennes décrivent les Chichimèques comme des « sauvages » pratiquant la guerre et la chasse, mais n’ayant aucune société ou morale établie, se combattant même entre eux. Cette description est devenue encore plus répandue au cours des guerres chichimèques pour justifier la guerre (la zone chichimèque n’a pas été entièrement contrôlée par les Espagnols avant 1721).
Les premières descriptions des Chichimèques datent de la période du début de la conquête. En 1526, Hernán Cortés décrit dans une de ses lettres des tribus de Chichimèques du Nord qui ne sont pas aussi civilisés que les Aztèques qu’il avait conquis, mais ajouta qu'ils pourraient être réduits en esclavage et utilisés pour travailler dans les mines.
À la fin du XVIe siècle, un rapport sur les Chichimèques a été écrit par Gonzalo de las Casas, qui avait reçu une « encomienda » près de Durango et combattu au cours des guerres contre les peuples chichimèques – les Pames, les Guachichiles, les Guamaris et les Zacatecos qui vivaient dans la région qui a été appelée « La Gran Chichimeca ». Le rapport de Las Casas a été appelé « Rapport sur les Chichimèques et la justesse de la guerre dirigée contre eux », et contenait des informations ethnographiques sur les peuples appelés chichimèques. Il a écrit qu'ils ne portaient pas de vêtements (seulement pour couvrir les organes génitaux), avaient le corps peint et ne mangeaient que du gibier, des racines et des baies. Il mentionne comme une preuve supplémentaire de leur barbarie que les femmes chichimèques ayant accouché continuaient à voyager le jour même sans s'arrêter pour se reposer. Alors que Las Casas avait reconnu que les tribus chichimèques parlaient différentes langues, il considérait leur culture comme étant essentiellement uniforme.
En 1590, le prêtre franciscain Alonso Ponce a fait observer que les Chichimèques n'avaient pas de religion parce qu'ils n'adoraient même pas d’idoles, comme les autres peuples - à ses yeux c’était une autre preuve de leur nature barbare. La seule description un peu nuancée des Chichimèques se trouve dans l’Historia general de las cosas de Nueva España de Bernardino de Sahagún dans laquelle certains peuples chichimèques tels que les Otomis étaient décrits comme connaissant l’agriculture, vivant dans des communautés sédentaires, et pratiquant une religion vouée au culte de la Lune.

### Époque contemporaine
La première description ethnographique moderne et objective des peuples habitant la Gran Chichimeca a été réalisée par le naturaliste et explorateur norvégien Carl Lumholtz Sofus en 1890 au cours de son voyage à dos de mulet au nord-ouest du Mexique, décrivant les peuples autochtones en des termes amicaux.
Grâce à ces descriptions de la variété culturelle des diverses tribus, la représentation des Chichimèques a peu à peu évolué.
Cependant, en espagnol mexicain, le mot « Chichimeca » reste encore associé au concept de sauvagerie.

## Culture
L'historien Paul Kirchhoff, dans son ouvrage Le peuple de chasseurs-cueilleurs du Nord du Mexique, décrit les Chichimèques comme partageant une culture de chasseurs-cueilleurs, fondée sur la collecte du mesquite, de l’agave, et l’Opuntia (la figue de Barbarie), alors que d'autres vivaient également de la cueillette de glands, de racines et de graines. Dans certaines régions, les Chichimèques cultivaient le maïs et les calebasses. À partir du mesquite, les Chichimèques fabriquaient du pain blanc et du vin. Beaucoup de tribus chichimèques utilisaient le jus de l'agave comme substitut de l'eau quand elle se faisait rare.
Les Chichimèques utilisaient le peyotl (une variété de cactus) comme remède. Bien que le peyotl ait des propriétés hallucinogènes, il a peu été utilisé comme hallucinogène par les Mésoamérindiens à cause de son caractère sacré.